# Хальтипан
Ха́льтипан (исп. Jáltipan) — муниципалитет в Мексике, в регионе Ольмека штата Веракрус, с административным центром в городе Хальтипан-де-Морелос. Численность населения, по данным переписи 2010 года, составила 39 673 человек.

## Общие сведения
Название Jáltipan с языка науатль можно перевести как место на песке.
Площадь муниципалитета равна 317 км², что составляет 0,44 % от площади штата. Он граничит с другими муниципалитетами Веракрус: на севере с Чинамекой, на востоке с Отеапаном, Сарагосой, Косолеакакой и Идальготитланом, и на западе с Техистепеком и Соконуско.

## Учреждение и состав
Муниципалитет был образован в 1898 году, в его состав входит 146 населённых пунктов, самые крупные из которых:
| Код INEGI | Населённый пункт                                                         | Численность населения (2005 год) | Численность населения (2010 год) |
| 089       | Всего                                                                    | 37 200                           | 39 673                           |
| 0001      | Хальтипан-де-Морелос (исп. Jáltipan de Morelos) (административный центр) | 30 509                           | 32 778                           |
| 0015      | Лас-Ломас-де-Такамичапан (исп. Las Lomas de Tacamichapan)                | 994                              | 1 034                            |
| 0003      | Ауатепек (исп. Ahuatepec)                                                | 478                              | 498                              |
| 0017      | Ранчоапан (исп. Ranchoapan)                                              | 473                              | 483                              |
| 0019      | Сан-Лоренсо (исп. San Lorenzo)                                           | 446                              | 399                              |
| 0014      | Ла-Лахилья (исп. La Lajilla)                                             | 242                              | 315                              |
| 0012      | Лас-Галерас (исп. Las Galeras)                                           | 301                              | 303                              |

## Достопримечательности
В муниципалитете проходят археологические раскопки пирамид и захоронений доиспанского периода.